# Goshen (Indiana)
Pour les articles homonymes, voir Goshen.
La ville de Goshen (en anglais [ˈɡoʊʃən]) est le siège du comté d'Elkhart, situé dans l’État de l’Indiana, aux États-Unis. Sa population s’élevait à 31 719 habitants lors du recensement de 2010, estimée à 33 220 habitants en 2017.

## Démographie
| Groupe            | Goshen | Indiana | États-Unis |
| ----------------- | ------ | ------- | ---------- |
| Blancs            | 78,2   | 84,3    | 72,4       |
| Autres            | 14,8   | 2,7     | 6,4        |
| Métis             | 2,7    | 2,0     | 2,9        |
| Afro-Américains   | 2,6    | 9,1     | 12,6       |
| Asiatiques        | 1,2    | 1,6     | 4,8        |
| Amérindiens       | 0,5    | 0,3     | 0,9        |
| Total             | 100    | 100     | 100        |
|                   |        |         |            |
| Latino-Américains | 28,1   | 6,0     | 16,7       |

Selon l’American Community Survey, pour la période 2011-2015, 70,62 % de la population âgée de plus de 5 ans déclare parler anglais à la maison, alors que 25,79 % déclare parler l'espagnol, 0,63 % un créole français et 2,96 % une autre langue.
Le revenu par habitant était en moyenne de 20 408 dollars par an entre 2012 et 2016, largement inférieur à la moyenne de l’Indiana (26 117 dollars) et à la moyenne nationale (29 829 dollars). Sur cette même période, 18,7 % des habitants de Goshen vivaient sous le seuil de pauvreté (contre 14,1 % dans l'État et 12,7 % à l'échelle des États-Unis).

## Source
- (en) Cet article est partiellement ou en totalité issu de l’article de Wikipédia en anglais intitulé « Goshen, Indiana » (voir la liste des auteurs).

1. ↑  (en) « Goshen, IN Population - Census 2010 and 2000 », sur censusviewer.com.
2. ↑  (en) « Population of Indiana - Census 2010 and 2000 », sur censusviewer.com.
3. ↑  (en) « Language spoken at home by ability to speak English for the population 5 years and over », sur factfinder.census.gov.
4. ↑  (en) Bureau du recensement des États-Unis, « Goshen city, Indiana; Indiana; UNITED STATES », sur census.gov.